# Phyllachora eugeniae
Phyllachora eugeniae är en svampart som beskrevs av Thüm. ex Cooke 1885. Phyllachora eugeniae ingår i släktet Phyllachora och familjen Phyllachoraceae.   Inga underarter finns listade i Catalogue of Life.